# バーナード・スティーヴンス
バーナード・スティーヴンス（Bernard Stevens、1916年3月2日 - 1983年1月6日）は、イギリスの作曲家。

## 生涯
ロンドン出身。ケンブリッジ大学でエドワード・ジョセフ・デントから音楽学を学んだ後、1937年から1940年まで王立音楽大学でレジナルド・オーウェン・モーリスに作曲を、アーサー・ベンジャミンにピアノを、ゴードン・ジェイコブに管弦楽法を、コンスタント・ランバートに指揮を師事した。
最初の作品であるヴァイオリン・ソナタがマックス・ロスタルの目にとまり、軍務についている間にヴァイオリン協奏曲を委嘱された。1946年、デイリーエクスプレス紙が主催した第二次世界大戦の「勝利の交響曲」というテーマのコンクールで、交響曲第1番『解放』が一等賞を獲得した。
1948年から王立音楽大学の作曲の教授となり、ロンドン大学の教授職とともに1967年まで務めた。
1956年のハンガリー動乱でのソ連の弾圧に抗議して共産党を離党したものの、アラン・ブッシュらとともに労働者音楽協会で活動するなど、左翼の音楽家として知られていた。
コルチェスターで死去。

## 作品・作風
作品にはオペラ、2つの交響曲、多数の管弦楽曲、協奏曲、室内楽曲、連作歌曲、歌曲、カンタータ、モテット、映画音楽などがある。作風は調性と十二音技法を結びつけたものである。